# Palmsonntagskirche (Avrig)
Die rumänisch-orthodoxe Palmsonntagskirche (rumänisch Biserica Duminica Floriilor) in Avrig (deutsch Freck) stammt von 1762. Der umgebende Friedhof, auf dem sich das Grab von Gheorghe Lazăr befindet, ist aufgelassen.

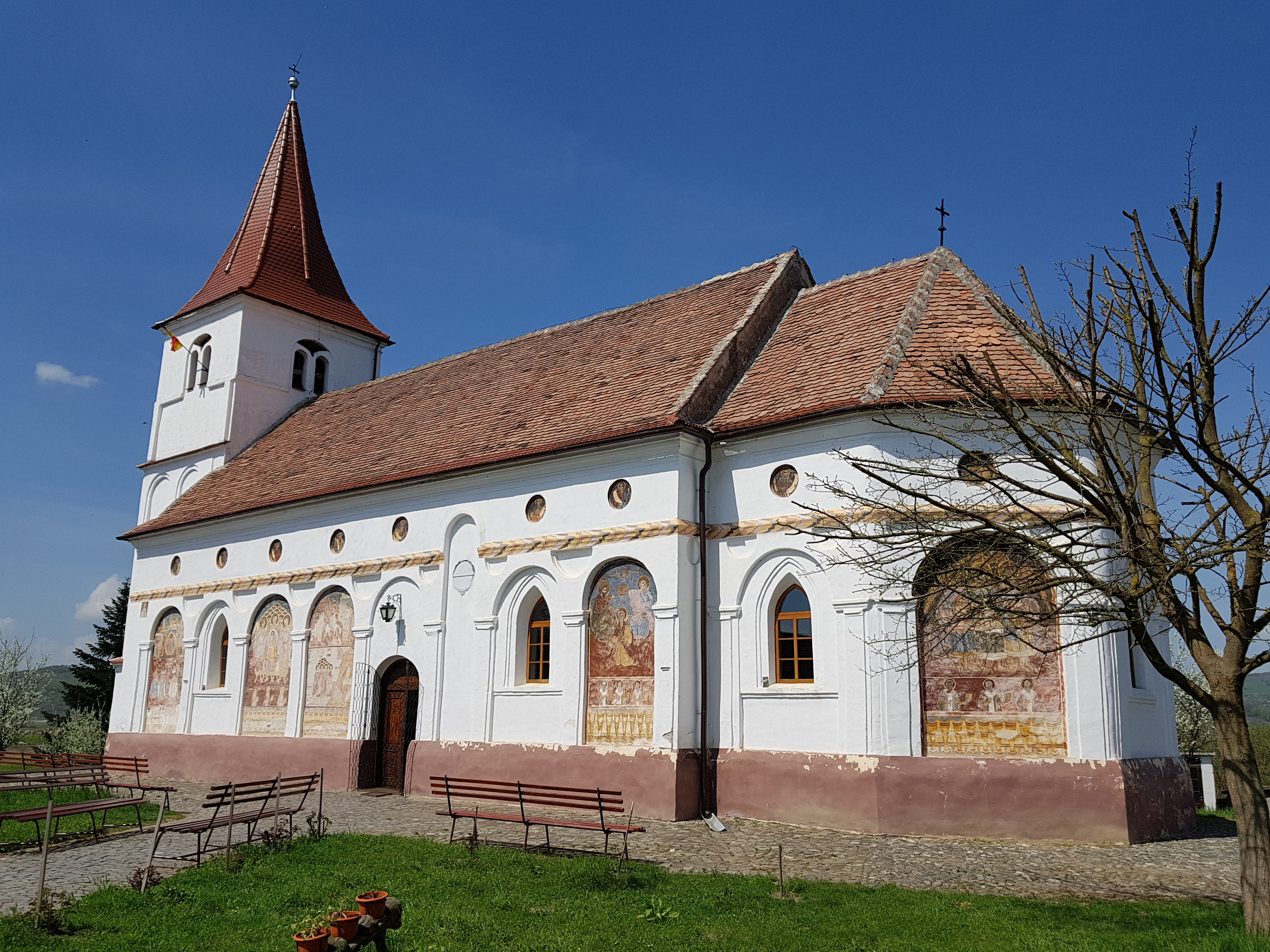
Palmsonntagskirche Freck

## Außengestaltung
Der Bau erscheint nach außen wie eine spätgotische katholische Kirche und spiegelt damit möglicherweise Anpassung der orthodoxen Rumänen an die Architektur der Rumäniendeutschen wider. Der Bau besitzt einen eingezogenen Chor mit 3/8-Schluss. Mit seinen Spitzbogenfenstern verweist er teilweise in die ausgehende Gotik. Die Wandmalereien im byzantinischen Stil auf der Südseite des Langhauses zeigen Szenen aus dem Leben Jesu, Christus als Triumphator und eine Marienkrönung. Auf der Südwand des Chors setzt sich dieser Bilderzyklus fort. Ein polychromes Gesimsband markiert die Lage der inneren Flachkuppeln.

## Gebäudeinneres
Im Inneren folgt die Kirche dem Schema orthodoxer Kirchen, mit reich mit Malereien geschmücktem Pronaos, Naos, und Altarraum hinter der vergoldeten Ikonostase.